# Bispgården
Bispgården är en bebyggelse utmed Indalsälven och riksväg 87 i Fors socken i Ragunda kommun i östligaste Jämtland. 
Orten är sedan 1995 uppdelad i två tätorter: Västra Bispgården och Östra Bispgården. Västra Bispgården har växt fram kring en  järnvägsstation (byggnaden riven 1985) längs Stambanan genom övre Norrland. Östra Bispgården (tidigare Bispfors) ligger kring den ursprungliga byn Bispgården. 

## Historia
Bispgården är ursprungligen en by med två hemman öster om Fors kyrka. Dagens bebyggelse Bispgården sträcker sig över ett betydligt större område än den ursprungliga byn. När järnvägen drogs genom Fors anlades 1885 i byn Oppåsen en station som gavs namnet Bispgården. Kring den växte stationssamhället Bispgården fram. Där fanns också en poststation Bispgården. När ytterligare en poststation 1903 inrättades i byn Bispgården fick den istället ett nyskapat namn, Bispfors (en sammansättning av förleden i Bispgården och sockennamnet Fors). Samhället kring poststationen kom också att kallas Bispfors. På 1970-talet byttes Bispfors till platsens ursprungliga namn Bispgården. Därmed fick hela den långsträckta bebyggelsen längs östra sidan av Indalsälven namnet Bispgården. Samhället sträcker sig över byarna Oppåsen, Åsen, Prästbordet (med Fors kyrka), Bispgården och Byn. Sedan 1995 räknas Bispgården som två tätorter: Västra Bispgården (kring järnvägsstation i byn Oppåsen) och Östra Bispgården (huvudsakligen i byn Bispgården). 

## Ortnamnet
År 1472 skrevs i Biskopsgard. Detta är ursprungligen en kameral beteckning som har sin grund i förhållandet att jorden förvaltats under ärkebiskopen i Uppsala.

## Befolkningsutveckling
| Befolkningsutvecklingen i Västra Bispgården/Bispgården 1960–2020                                              | Befolkningsutvecklingen i Västra Bispgården/Bispgården 1960–2020 | Befolkningsutvecklingen i Västra Bispgården/Bispgården 1960–2020 | Befolkningsutvecklingen i Västra Bispgården/Bispgården 1960–2020 | Befolkningsutvecklingen i Västra Bispgården/Bispgården 1960–2020 |
| --- | ---------------------------------------------------------------- | ---------------------------------------------------------------- | ---------------------------------------------------------------- | ---------------------------------------------------------------- |
| |                                                                  |                                                                  |                                                                  |                                                                  |
| År |                                                                  |                                                                  | Folkmängd                                                        | Areal (ha)                                                       |
| 1960 | 1960                                                             |                                                                  | 651                                                              | 100                                                              |
| 1965 | 1965                                                             |                                                                  | 698                                                              | 86                                                               |
| 1970 | 1970                                                             |                                                                  | 866                                                              | 113                                                              |
| 1975 | 1975                                                             |                                                                  | 1 179                                                            | 270                                                              |
| 1980 | 1980                                                             |                                                                  | 1 149                                                            | 277                                                              |
| 1990 | 1990                                                             |                                                                  | 1 093                                                            | 287                                                              |
| 1995 | 1995                                                             |                                                                  | 629                                                              | 140                                                              |
| 2000 | 2000                                                             |                                                                  | 576                                                              | 140                                                              |
| 2005 | 2005                                                             |                                                                  | 523                                                              | 140                                                              |
| 2010 | 2010                                                             |                                                                  | 518                                                              | 142                                                              |
| 2015 | 2015                                                             |                                                                  | 496                                                              | 116                                                              |
| 2020 | 2020                                                             |                                                                  | 461                                                              | 120                                                              |
| Anm.: Sammanvuxen med Bispfors 1975, Östra Bispgården utbruten 1995. Namnändring till Västra Bispgården 1995. |                                                                  |                                                                  |                                                                  |                                                                  |

## Näringsliv
Ortens största industri är Z-lyften Produktion AB, som tillverkar bakgavellyftar till lastbilar.
Stockholms handelsbank etablerade ett kontor i Bispgården år 1915. Denna bank blev kort därefter Svenska Handelsbanken som hade ett kontor i Bispgården fram till år 2005.
Flera vattenkraftverk finns i Indalsälven kring Bispgården. Uppströms ligger Svarthålsforsens kraftverk samt nedströms Stadsforsens kraftverk och Hölleforsens kraftverk.

## Sevärdheter
Utanför samhället finns ett par sevärdheter. Döda fallet är ett tidigare vattenfall, kallat Storforsen, som försvann 1796 när Vildhussen av misstag tömde Ragundasjön och gav Indalsälven en ny fåra. I Utanede, cirka en mil nedströms Indalsälven, ligger Thailändska paviljongen, byggd 1998 till minne av kung Chulalongkorn och hans besök i Bispgården 1897. En då nybruten väg som leder från gamla riksvägen förbi paviljongen till botten av älvnipan bär också kungens namn.